# Automobil-Slalom

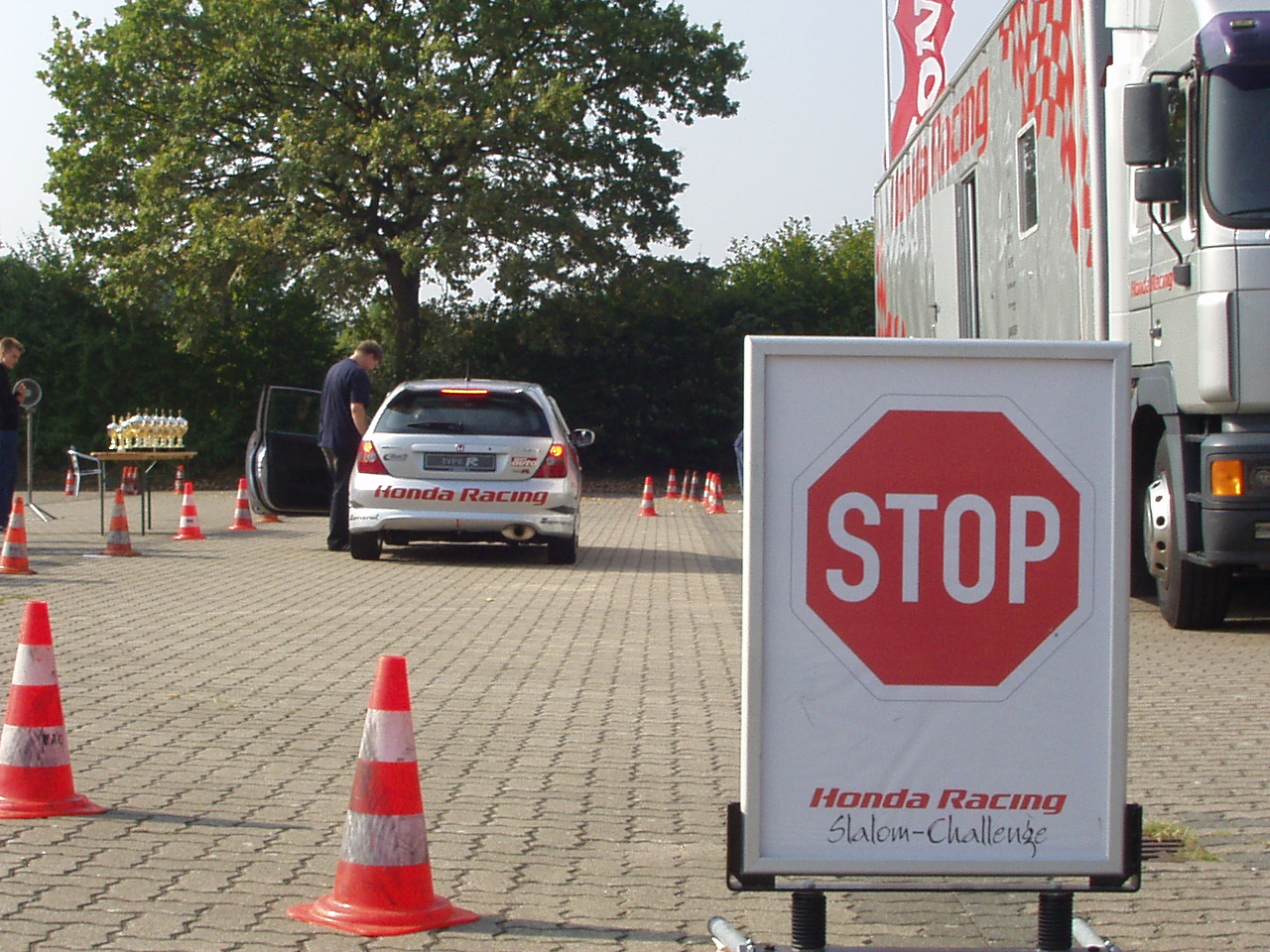
... am Start ...

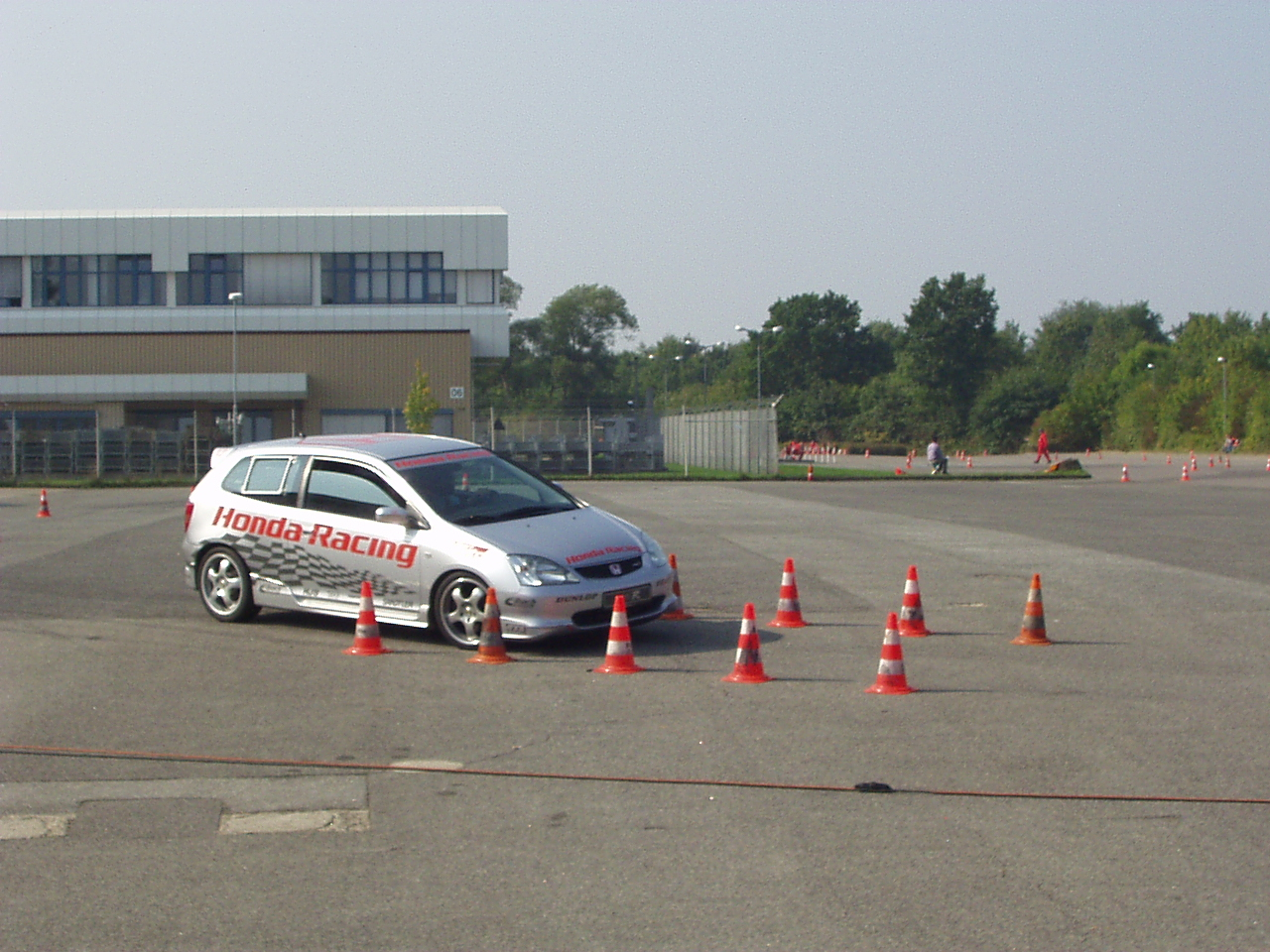
... anbremsen einer durch Pylonen definierten Kurve

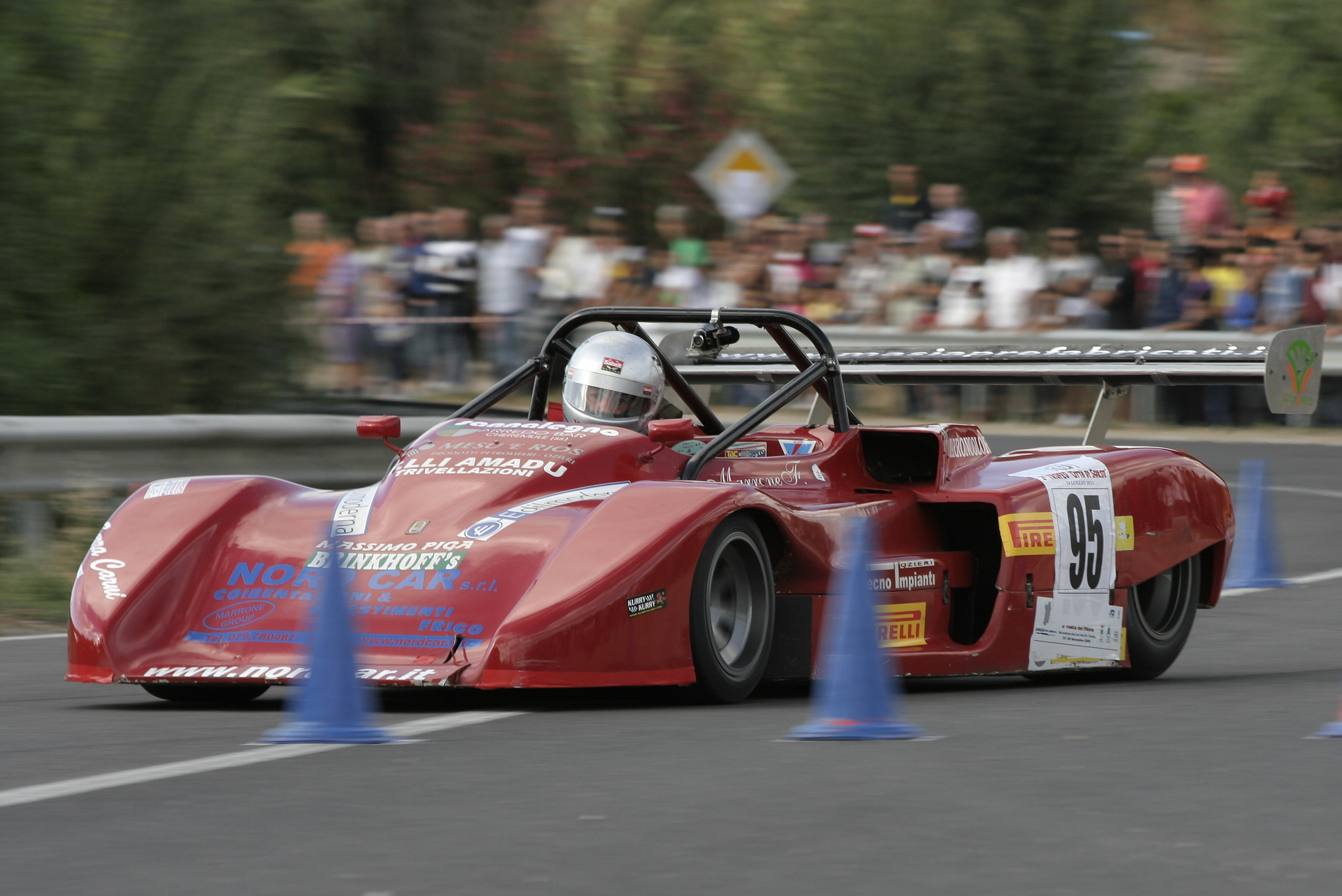
Sportwagenprototyp in Sardinien

Automobil-Slalom ist die Motorsport-Variante des Slalom und wird auf befestigter, ebener Fahrbahn (Asphalt, Beton o. Ä.) ausgetragen. Er zählt zum Breitensport, das heißt, er ist auch für Privatleute finanzierbar und erfreut sich deshalb großer Beliebtheit.
In einem Einzelzeitfahren soll der Teilnehmer eine durch Pylonen und Markierungen gekennzeichnete Strecke so schnell wie möglich zurücklegen. Das Umstoßen der „Hütchen“ wird durch Addition von Strafzeiten im Sekundenbereich geahndet und erschwert somit das Erreichen einer vorderen Position. Präzision und ein sauberer Fahrstil sind somit wichtiger als reine Geschwindigkeit.
Der Start erfolgt stehend mit laufendem Motor, das Ziel wird „fliegend“ durchfahren (selten wörtlich genommen). Die gestellten Aufgaben können sein:
- einzelne Markierung
- Torfolge nach links oder rechts versetzt
- Pylonengasse bzw. Spurengasse
- Folge von Markierungen in einer Linie (Schweizer Slalom)
- halbe Wende
- ganze Wende

Die Torbreite soll zwischen 2,50 und 3,50 m liegen.
Das Verschieben oder Umwerfen von Pylonen wird mit Zeitstrafen belegt, im Allgemeinen drei Sekunden pro Fehler. Das Auslassen von einzelnen Aufgaben kann mit 15 Strafsekunden belegt werden oder zum Wertungsausschluss führen. Jedem Teilnehmer stehen ein Trainings- und zwei oder drei Wertungsläufe zur Verfügung. Deren Zeiten werden addiert, zuzüglich etwaiger Strafpunkte. So führt auch nur ein einziger Fehler – sprich 3 Strafsekunden – im Wertungslauf fast immer zu einem deutlichen Rangverlust.
Der Slalomsport in Deutschland findet, je nach Streckenlänge, auf der Basis unterschiedlicher Reglements statt (DMSB-Slalom oder Clubslalom, welcher in der Regel von den ADAC-Regionalgesellschaften ausgeschrieben wird) und ist lizenzpflichtig. Teilnehmen kann also im Endeffekt jedermann, der über einen Führerschein sowie mind. eine C-Lizenz des DMSB verfügt, Jugendliche ab 16 Jahren benötigen nicht einmal die Fahrerlaubnis für PKW, wobei je nach Region vorher ein Training absolviert werden muss, welches zur Teilnahme berechtigt.
Der DMSB regelt Slaloms über 1.000 m bis maximal 5.000 m pro Wertungslauf und
Verbände wie Motorsport-Landesfachverbände oder Regionalclubs des ADAC erstellten Reglements für Clubslaloms bis 1000 m (bis Ende 2009 - 800 m).
Im Bereich des DMSB werden Fahrzeuge in folgende Gruppen eingeteilt:
- Gruppe G (seriennahe Fahrzeuge)
- Gruppe N
- Gruppe F (von 2005 bis Ende 2009 Gruppe F-2005) (verbesserte Fahrzeuge)
- Gruppe H (stark verbesserte Fahrzeuge)
- Gruppe FS (Freestyle)
- Gruppe SE (Slalom Einsteiger)

Da es sich um eine gesperrte Strecke handelt, müssen die Fahrzeuge der Gruppen N, H und FS nicht der StVZO entsprechen.
Während die Gruppe der seriennahen Fahrzeuge (Gruppe G) von 3er BMW’s der Modellreihe E30 dominiert werden, führen bei den stark verbesserten Fahrzeugen die Opel C-Kadetts ihre Gruppe an. Die Gruppe N spielt von der Zahl der teilnehmenden Autos eine untergeordnete Rolle.
Wendigkeit, ein geringes Leergewicht, ein gutes Fahrwerk und die richtigen Reifen sind für erfolgreiche Slalomfahrzeuge wichtiger als reine Motorleistung.
Typischerweise sind Parkplätze, Industriegebiete, Flugplätze und auch Rennstrecken die Austragungsorte. Im Prinzip kann jeder Straßenabschnitt für einen Slalom verwendet werden.
Der Aufwand zum bloßen Mitfahren ist vergleichsweise gering. Man braucht eine Nationale Fahrerlizenz der Stufe C; das ist die niedrigste und preisgünstigste Lizenz. Es sind Fahrer zugelassen, die im Wettkampfjahr das 16. Lebensjahr vollendet haben bzw. haben werden. Das Fahrzeug muss weder neu noch verbessert sein. Insbesondere dürfen mehrere Teilnehmer auf einem Auto starten, nacheinander natürlich. Spezielle Sicherheitseinrichtungen (wie Überrollbügel) müssen nicht eingebaut sein, werden aber empfohlen. Auch wird für den Fahrer das Tragen eines feuerabweisenden Overalls nur empfohlen, ein genormter Schutzhelm genügt. Da in der Saison an jedem Wochenende mehrere Veranstaltungen an verschiedenen Orten innerhalb Deutschlands stattfinden, ist auch die Anfahrt zur Strecke relativ kurz.
Man kann aber auch den technischen Aufwand höher treiben und in entsprechenden Klassen mit profillosen Slicks fahren. Ein Überrollbügel bzw. Käfig bringt insbesondere im eingeschweißten Zustand Vorteile, weil er die Karosserie und das Fahrwerk versteift. Dadurch wird das Lenkverhalten präziser. Das Reglement erlaubt auch in den serienmäßigen Klassen „kleine“ Änderungen an Fahrwerk und Bremsen, die sich fördernd auf die Schnelligkeit auswirken. Hierunter leidet die Alltagstauglichkeit des Fahrzeugs, so dass es besser im Hängerbetrieb zur Strecke gebracht wird. Das ist eigentlich obligatorisch für die Gruppe H, in der weit reichende Änderungen am Fahrzeug erlaubt sind.
Neben den vielen regionalen und überregionalen Pokalen und Meisterschaften, wird auf nationaler Ebene eine Deutsche Meisterschaft und die Deutsche Rennslalom-Meisterschaft ausgeschrieben. Besonders letztere wird als die absolute Königsklasse im Slalomsport angesehen. Hier werden fast immer 5 km pro Wertungslauf mit einer Durchschnittsgeschwindigkeit von weit über 100 km/h gefahren. Die Deutsche Rennslalom-Meisterschaft wird unter anderem auf dem Hockenheimring, in Oschersleben oder in Groß Dölln durchgeführt.
Trotzdem ist der Slalom die volksnaheste Form, Motorsport zu betreiben oder anzusehen, wobei der Eintritt fast immer frei ist.